# Iina Salmi
Iina Reetta Salmi (* 12. Oktober 1994 in Espoo) ist eine finnische Fußballspielerin. Die in Mittelfeld und Angriff einsetzbare Spielerin steht seit 2020 beim FC Valencia unter Vertrag und spielt seit 2016 für die finnische Nationalmannschaft. Sie konnte in drei Ländern (Finnland, Schweden und Niederlande) Pokalsiegerin werden.

## Karriere

### Vereine
Salmi begann mit sechs Jahren mit ihren älteren Geschwistern mit dem Fußballspielen, zunächst bei kleineren Vereinen in der Metropolregion Helsinki und schloss sich dann PK-35 Vantaa an, wo sie mit den Frauen trainierte. Nach ersten Einsätzen in der Liga und auch der  UEFA Women’s Champions League 2011/12 und  2013/14 wechselte sie 2014 für ein Jahr zu HJK Helsinki, kehrte dann aber zu PK-35 zurück. In der UEFA Women’s Champions League 2015/16 schied sie im Sechzehntelfinale mit PK-35 gegen den schwedischen Meister FC Rosengård aus, beeindruckte den Gegner aber so sehr, dass dieser sie für die nächste Saison verpflichtete. Nach einem Jahr mit 17 Ligaeinsätzen (2 Tore), drei Kurzeinsätzen in der  UEFA Women’s Champions League 2016/17 und  dem Pokalsieg wechselte sie zum Aufsteiger und Ortsrivalen IF Limhamn Bunkeflo. Hier blieb sie zwar ohne Tor, konnte aber mithelfen die Liga zu halten. Nach den zwei Jahren in Schweden kehrte sie zu PK-35 zurück, wechselte aber noch vor dem Saisonende in die Niederlande zu Ajax Amsterdam.  In der ersten Saison hatte sie 13 Liga-Einsätze und sechs CL-Einsätze für Ajax, in der wegen der COVID-19-Pandemie vorzeitig abgebrochenen Saison 2019/20 noch acht in der Liga. Seit Oktober 2020 spielt sie für den FC Valencia in der spanischen Primera División der Frauen.

### Nationalmannschaft
Salmi nahm mit der U-19 an der erfolgreichen Qualifikation für die  U-19-Fußball-Europameisterschaft der Frauen 2013 teil. In der zweiten Qualifikationsrunde erzielte sie im ersten Spiel gegen Portugal den 2:1-Siegtreffer für ihre Mannschaft. Bei der Endrunde konnten sie zwar nur das Spiel gegen Norwegen mit 1:0 gewinnen, das reichte aber um das Halbfinale zu erreichen und sich damit für die U-20-Fußball-Weltmeisterschaft der Frauen 2014 zu qualifizieren. Im Halbfinale verloren sie dann mit 0:4 gegen England und bei der WM alle drei Gruppenspiele. Für die WM wurde sie auch nominiert. Sie wurde aber nur zur zweiten Halbzeit bei der 1:2-Niederlage gegen Nordkorea eingewechselt.
2016 wurde sie dann erstmals beim Zypern-Cup in der A-Nationalelf eingesetzt. In der Qualifikation für die EM 2017 hatte sie zwei Kurzeinsätze und scheiterte mit ihrer Mannschaft als einziger Teilnehmer von 2013. In der ebenfalls misslungenen Qualifikation für die WM 2019 hatte sie einen Einsatz von 22 Minuten bei der 0:2-Heimniederlage gegen Österreich. Im Februar 2021 qualifizierten sich die Finninnen dann wieder für eine Endrunde. In der Qualifikation saß sie aber achtmal auf der Bank und wurde nur im letzten Spiel als die Qualifikation schon feststand für die letzten 22 Minuten eingewechselt. In den ersten vier Spielen der Qualifikation für die WM 2023 saß sie auch dreimal nur auf der Bank.

## Erfolge
PK-35 Vantaa 
- Finnische Meisterin 2011, 2012, 2015
- Finnische Pokalsiegerin 2012, 2013

 FC Rosengård
- Schwedische Pokalsiegerin 2015/16
- Schwedische Super-Pokalsiegerin 2016 (Einwechslung in der 89. Minute[7])

 Ajax Amsterdam
- Niederländische Pokalsiegerin 2018/19